# 掃海艇・駆潜艇・護衛艦船戦闘章
掃海艇・駆潜艇・護衛艦船戦闘章(そうかいてい・くせんてい・ごえいかんせんせんとうしょう、ドイツ語: Kriegsabzeichen für Minensuch-, U-Boot-Jagd- und Sicherungsverbände)は、ナチス・ドイツの勲章。第二次世界大戦中にエーリヒ・レーダーによって考案され、ドイツ海軍で運用された。

## 概要

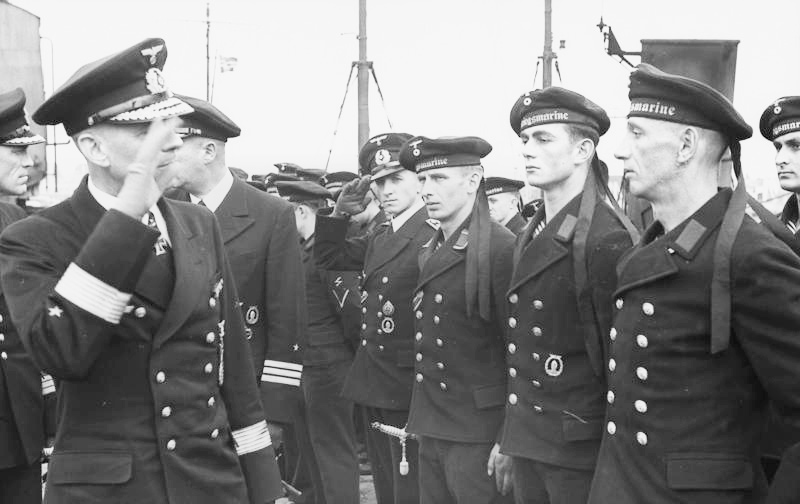
掃海艇・駆潜艇・護衛艦船戦闘章を着用するドイツ海軍の軍人。

1940年8月31日に海軍元帥エーリヒ・レーダーによって制定された掃海艇・駆潜艇・護衛艦船戦闘章は、オットー・プラツェックによってデザインされた。国家鷲章を頂点に、金の柏葉のリースが雷撃で発生した水柱を囲んでいる。
トムバックと亜鉛を原料に製造していたが、戦況が悪化すると廉価版が大量生産されるようになり、終盤には金色部分もすべて灰色になった。
掃海艇・駆潜艇・護衛艦船戦闘章は左胸ポケットの下部に佩用した。また、一級鉄十字章などの等級の高い勲章を一緒に佩用するときはその下に佩用する。
また、ダイヤモンド付掃海艇・駆潜艇・護衛艦船戦闘章も制定されており、柏葉付騎士鉄十字章受章者にはダイヤモンド章のほうが贈られた。

## 授与基準
掃海艇・駆潜艇・護衛艦船戦闘章は、
- 3回作戦に参加し、成功した場合
- 作戦中負傷した場合
- 機雷等の危険水域で作戦行動をとった場合
- 25日以上護衛任務に従事した場合
- 重要な作戦に参加し、完遂した場合
- 乗艦が沈没した場合

などに授与された。